# Zmejovica
Zmejovica (makedonska: Змејовица) är en grotta i Nordmakedonien. Den ligger i kommunen Makedonski Brod, i den centrala delen av landet, 50 kilometer söder om huvudstaden Skopje. Zmejovica ligger 1 414 meter över havet.